# Jean Samuel Pauly
Pour les articles homonymes, voir Pauly.
Jean Samuel Pauly (14 avril 1766 - 1821), ou Samuel Johannes Pauly, était un armurier célèbre du début du XIXe siècle. Pauly est né à Vechigen près de Berne, en Suisse, le 13 avril 1766et mort en 1821 à Londres ou à Vechingen. 

## Carrière
En 1798, à 32 ans, Pauly est devenu sergent d'artillerie. Il a combattu dans l'armée suisse, en collaboration avec les Français, sous le commandement de Masséna. Au cours de ses campagnes, en 1799, Pauly a écrit un manuel sur l'utilisation des armes à feu.
Pauly a déménagé à Paris en 1802 où il a travaillé sur la conception d'un dirigeable et a maintenu le contact avec le fabricant d'armes de Saint-Étienne. En 1804, il a conçu un pont automatique. Pauly utilisait le titre de « colonel Jean Samuel Pauly ». Il a monté un atelier d'armurier où il a développé la platine en fulminate de mercure. En 1809, il employait l'Allemand Johann Nikolaus von Dreyse qui deviendra plus tard l'inventeur du célèbre fusil Dreyse.

### Cartouche moderne
À Paris en 1808, en coopération avec l'armurier français François Prélat, Pauly a créé la première cartouche entièrement autonome : les cartouches incorporaient une base en cuivre avec une amorce intégrée faite de chlorate de potassium en poudre  (l'innovation majeure de Pauly), une enveloppe de papier et une balle ronde. La cartouche était chargée par la culasse et mise à feu avec une aiguille. Les armes à feu à chargement par la culasse à percussion centrale deviendront un standard par la suite. L'arme à feu correspondante a également été mise au point par Pauly. Pauly a développé une version améliorée qui a été protégé par un brevet le 29 septembre 1812 . Ces fusils avaient été proposés à l’armée française en 1813, acceptés par les services de l’intendance et de l’artillerie, mais refusés par Napoléon Bonaparte car il pensait que cela provoquerait une trop grande consommation de munitions.
La cartouche a, par la suite, été améliorée par l'armurier français Casimir Lefaucheux en 1836.
Après la chute de Paris face aux alliés le 5 avril 1814, von Dreyse partit pour la Prusse et Pauly partit pour Londres, où il a poursuivi le développement de diverses armes, sous le parrainage de Durs Egg.